# Melitaea trivia
Melitaea trivia är en fjärilsart som beskrevs av Franz Paula von Schrank 1801. Melitaea trivia ingår i släktet Melitaea och familjen praktfjärilar. Inga underarter finns listade i Catalogue of Life.

## Bildgalleri

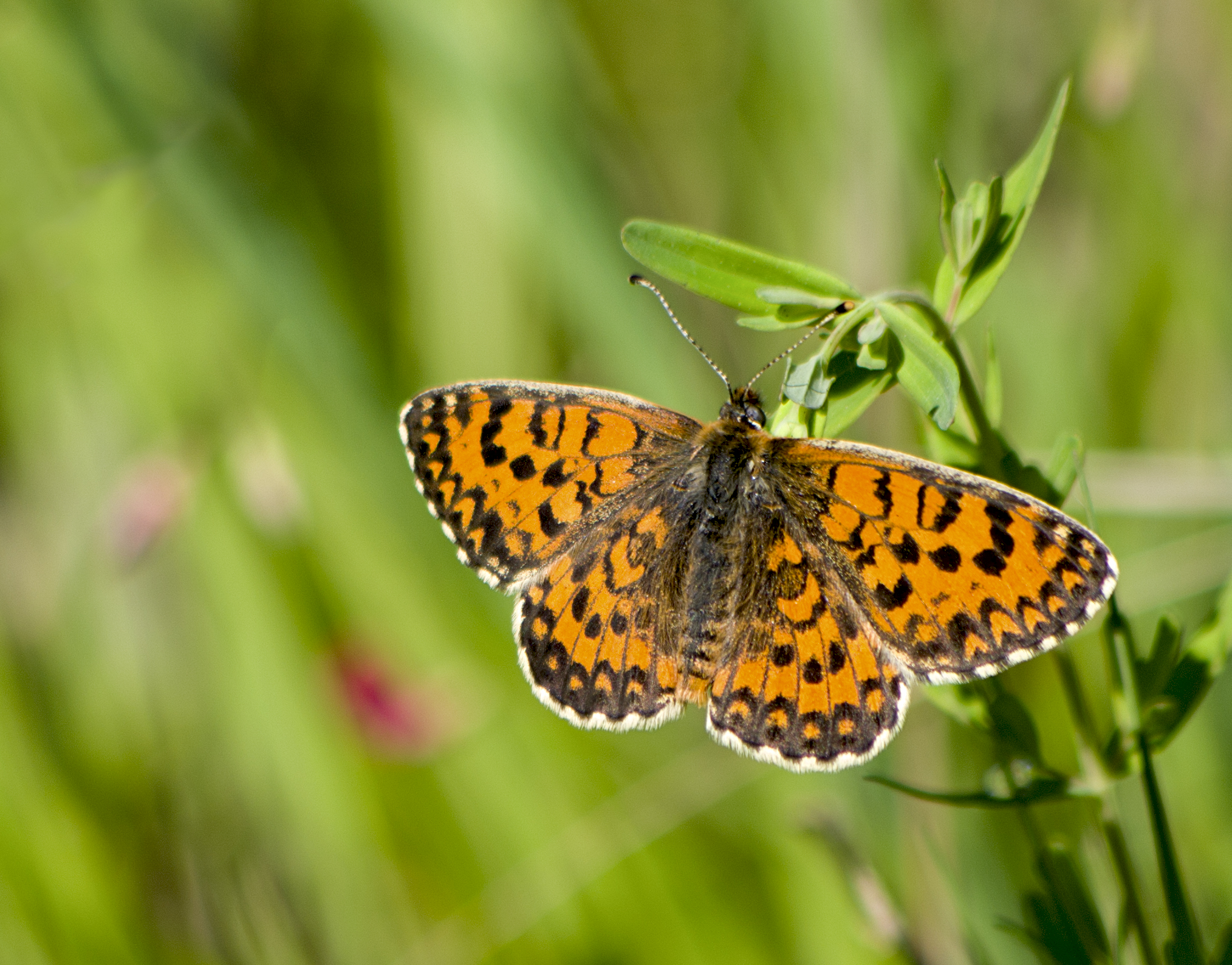
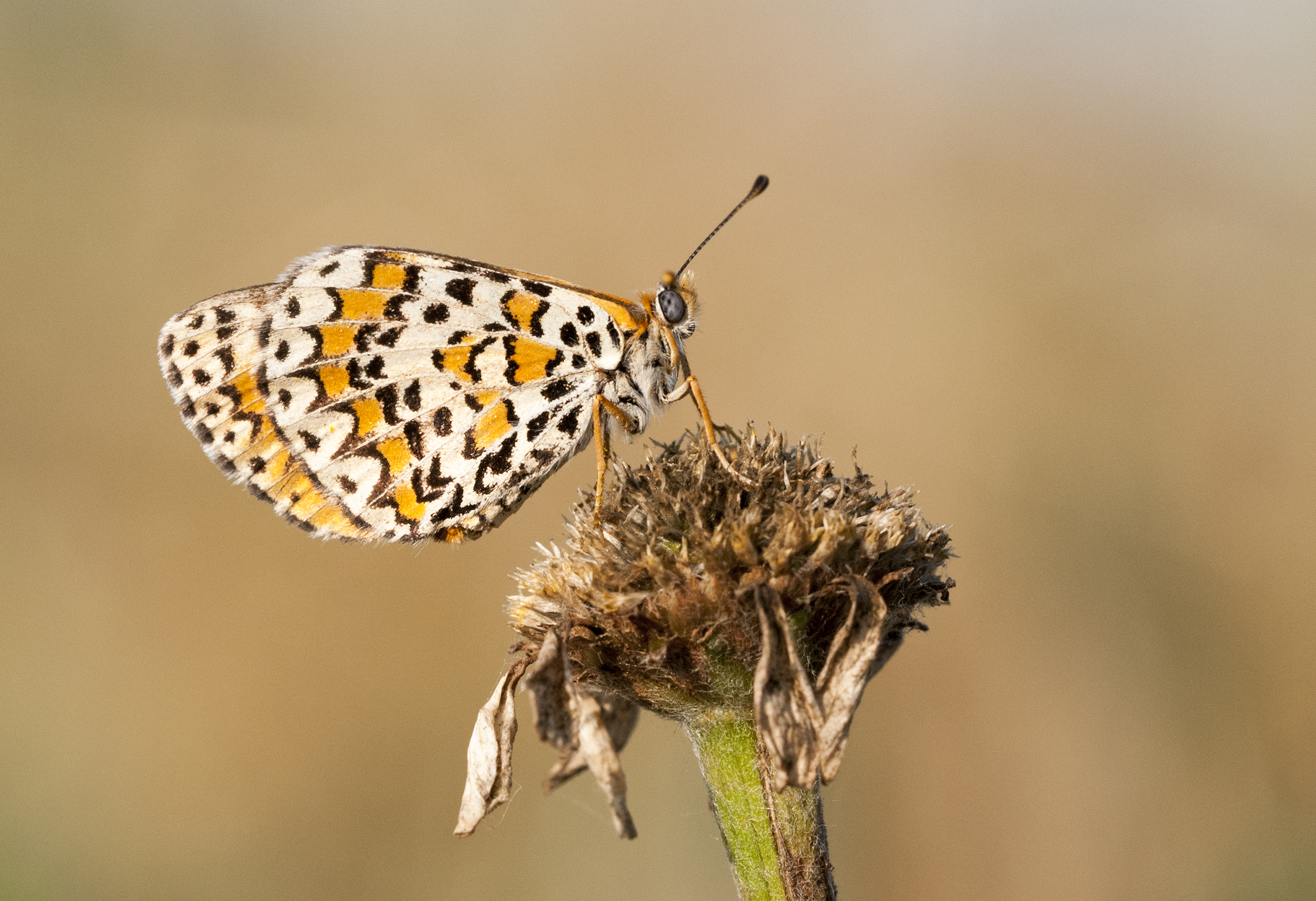

## Beskrivning

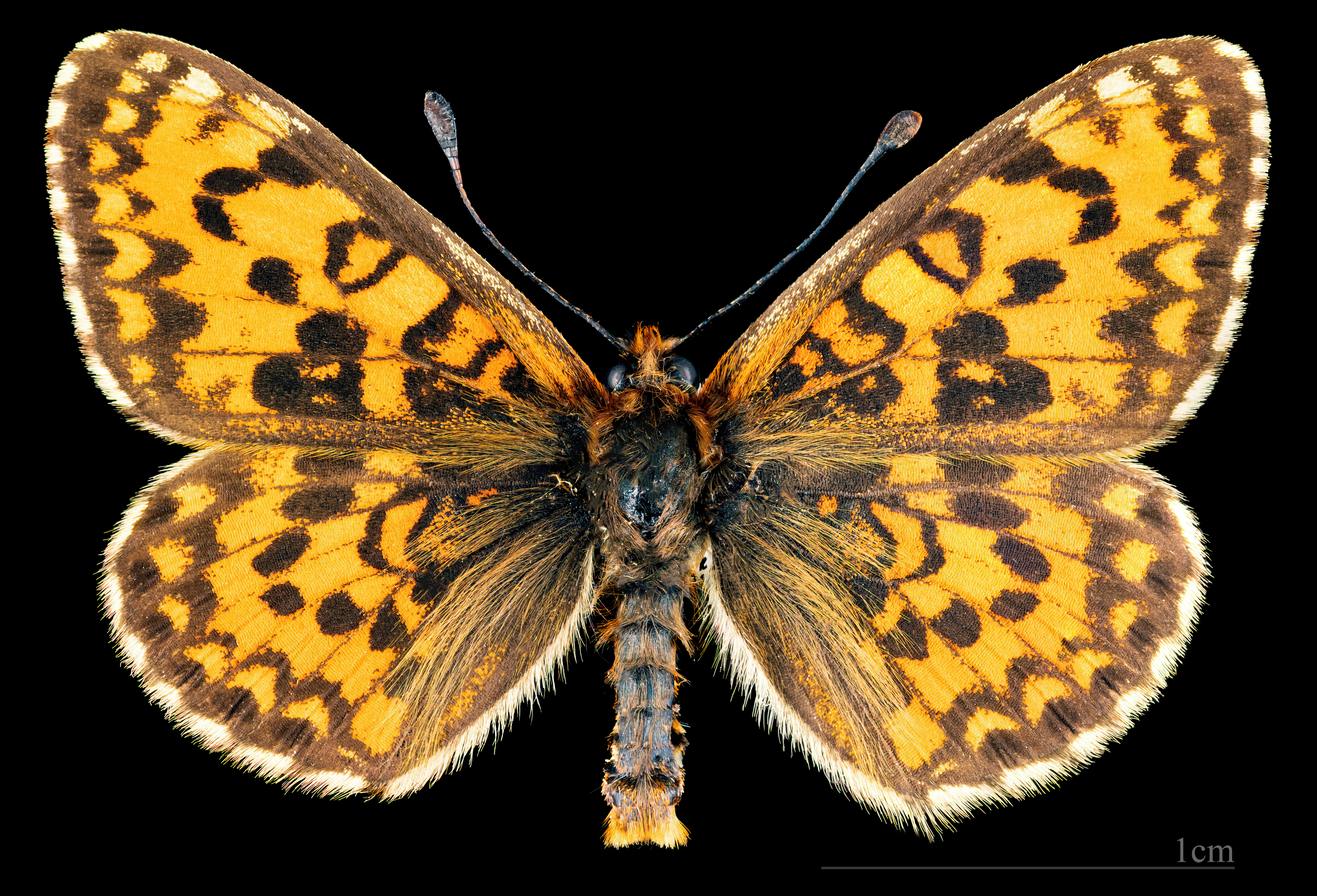
Melitaea trivia ♂
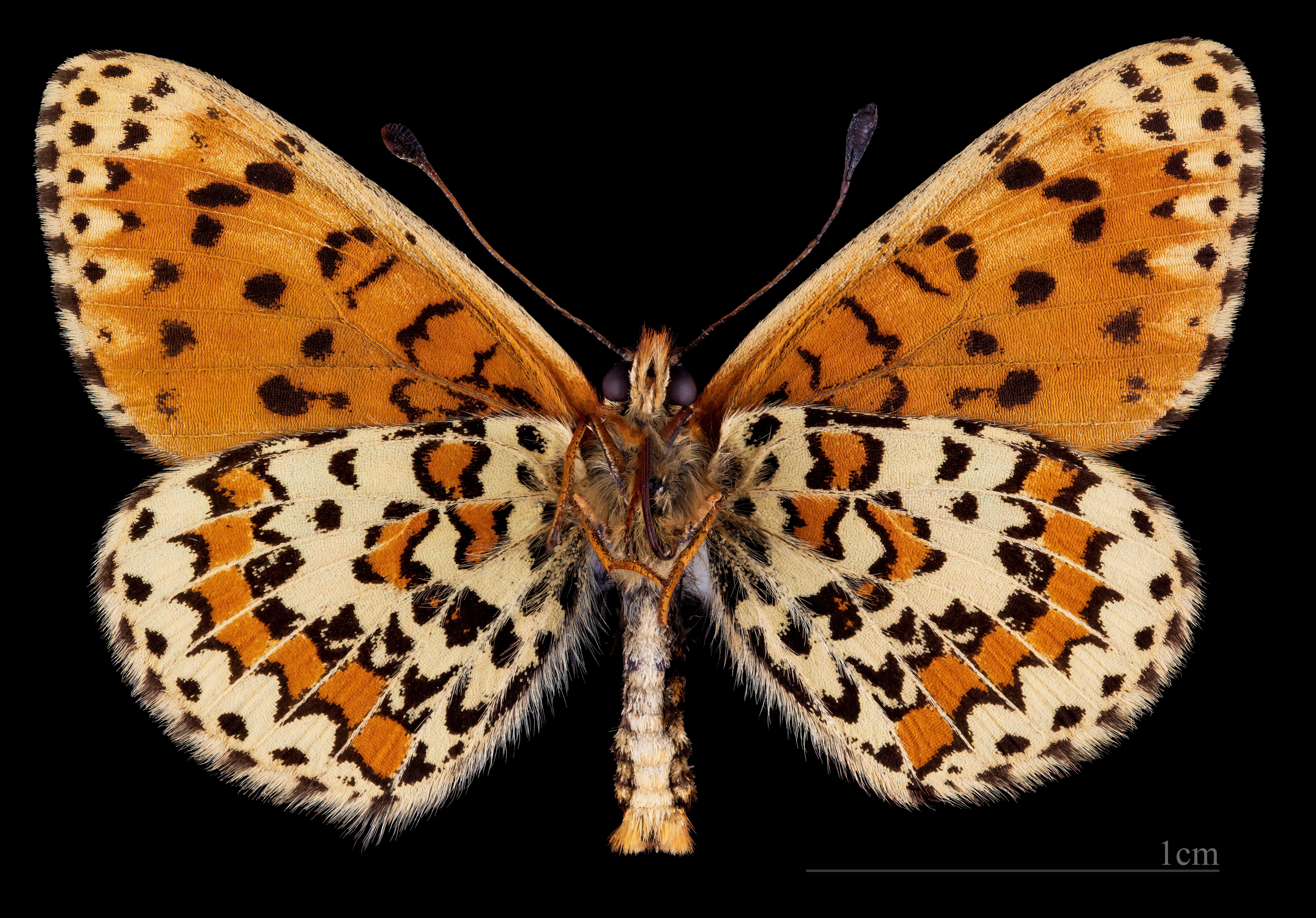
Melitaea trivia ♂   △
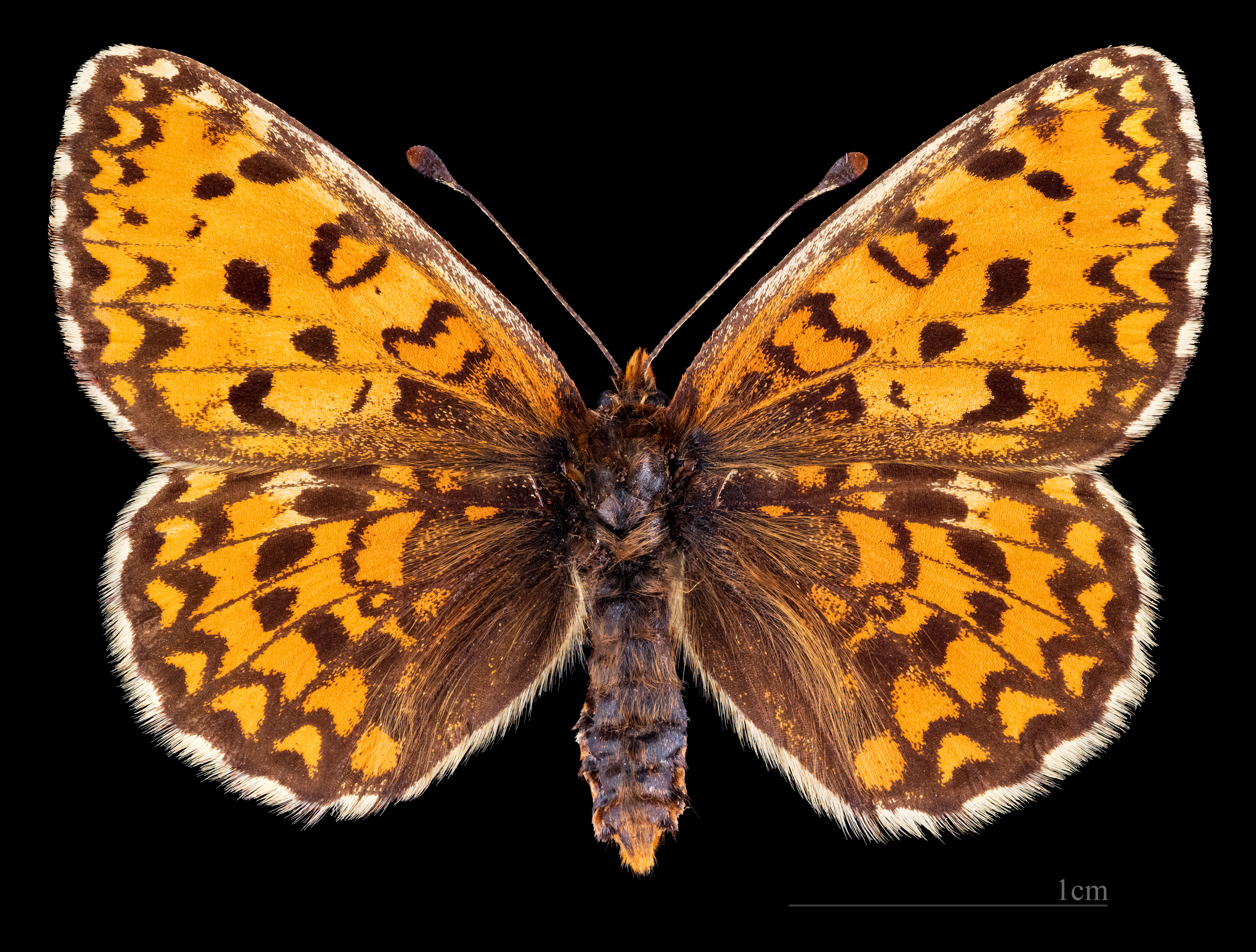
Melitaea trivia ♀
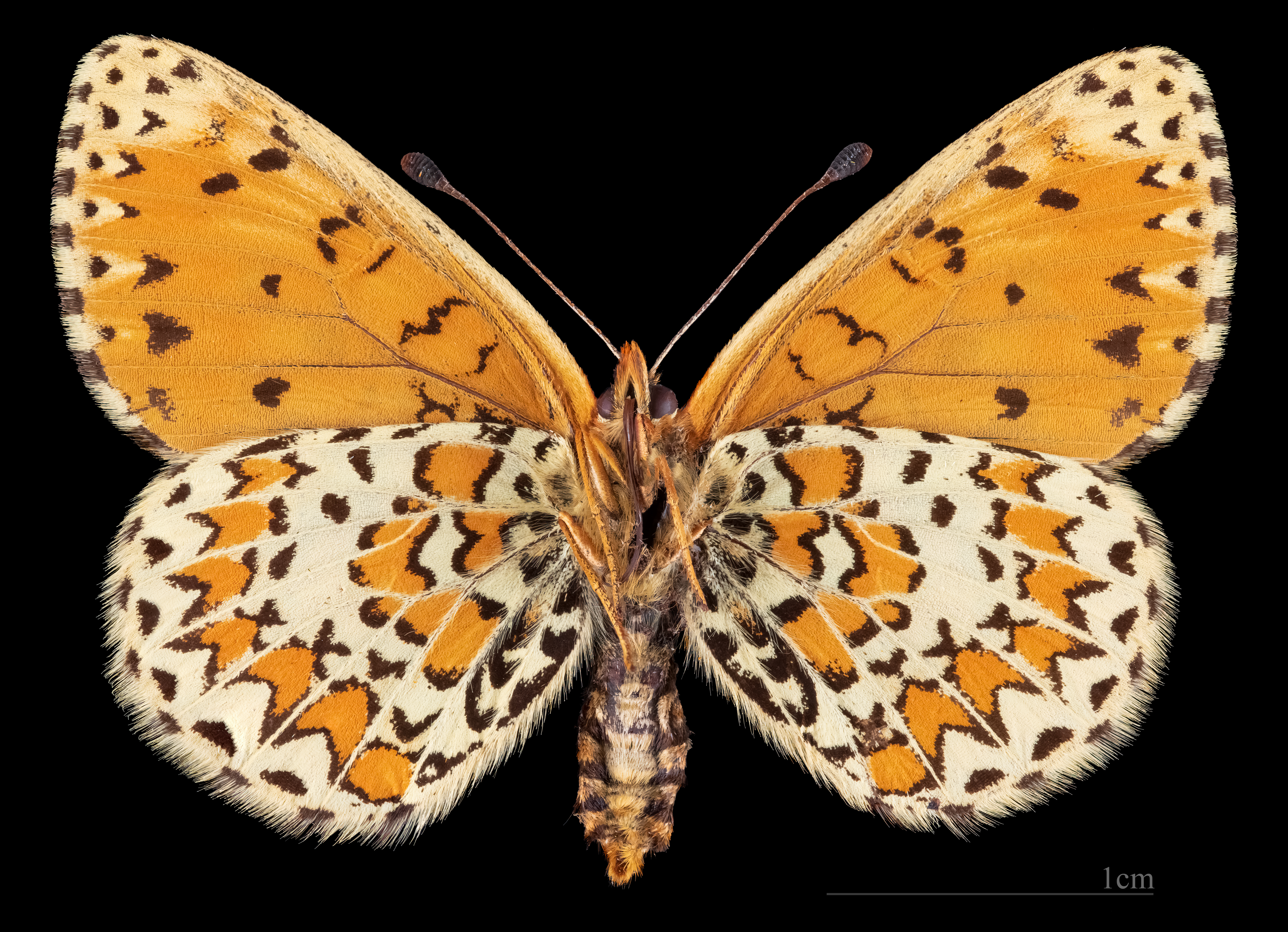
Melitaea trivia ♀ △